# Vie d'artiste (film)
Pour plus de détails, voir Fiche technique et Distribution.
Vie d'artiste (A Woman of Impulse) est un film dramatique américain muet réalisé par Edward José et sorti en 1918. 
Le film met en vedette Lina Cavalieri, Gertrude Robinson, Raymond Bloomer, Robert Cain, Clarence Handyside et Mathilde Brundage. 

## Fiche technique
- Titre original : A Woman of Impulse
- Réalisation : Edward José
- Scénario :  Eve Unsell, d'après la pièce éponyme de Louis K. Anspacher
- Photographie : Hal Young
- Société de production : Paramount Pictures
- Date de sortie : 
  - États-Unis : 20 octobre 1918[1].

## Distribution
- Lina Cavalieri : Leonora, 'La Vecci'
- Gertrude Robinson : Nina
- Raymond Bloomer : Comte Nerval
- Robert Cain : Phillip Gardiner
- Clarence Handyside : Mr. Stuart
- Mathilde Brundage : Mrs. Stuart
- Leslie Austin : Dr. Paul Spencer
- Corene Uzzell : Cleo
- Lucien Muratore
- Estar Banks